# 豪斯路口 (亞利桑那州)
豪斯路口（英語：Horse Crossing）是位於美國亞利桑那州可可尼諾縣的一個非建制地區。該地的面積和人口皆未知。

## 地理
豪斯路口的座標為34°35′04″N 111°07′49″W / 34.58444°N 111.13028°W，而該地的平均海拔高度為1950米（即6398英尺）。